# Пешуня-Маре
Пешуня-Маре (рум. Pășunea Mare) — село у повіті Сату-Маре в Румунії. Входить до складу комуни Келінешть-Оаш.
Село розташоване на відстані 442 км на північний захід від Бухареста, 27 км на схід від Сату-Маре, 126 км на північ від Клуж-Напоки.

## Населення
За даними перепису населення 2002 року у селі проживали 310 осіб. Усі жителі села рідною мовою назвали румунську.
Національний склад населення села:
| Національність | Кількість осіб | Відсоток |
| -------------- | -------------- | -------- |
| румуни         | 290            | 93,5%    |
| цигани         | 20             | 6,5%     |